# Craving (groupe)
Pour les articles homonymes, voir Craving.
Craving est un groupe allemand de death metal technique, originaire d'Oldenbourg. 

## Histoire
Craving est formé en 2005 par Ivan Chertov, Lukas Winkler, Lutz Pohlabeln et Johannes Paetzold. En 2006, le groupe sort le CD Demo et en 2008 l'EP Revenge.
En 2010, Craving enregistre son premier album Craving en dix jours avec Sebastian Levermann d'Orden Ogan. En raison de la longue période de post-production, les morceaux ne sont achevés qu'en 2011. Le groupe signe un contrat d'enregistrement avec Apostasy Records fin 2011. Craving est sorti le 20 janvier 2012. Helge Stang (Equilibrium, Arafel) est présent sur deux chansons.
Le 1er septembre 2013, le groupe publie un clip reprenant la chanson Only Teardrops d'Emmelie de Forest sortie en 2013, lauréate du Concours Eurovision de la chanson. Le 11 octobre 2013, leur deuxième album At Dawn sort. Cette fois-ci, six autres musiciens invités, dont Niels Löffler (Orden Ogan) et Mark « Agalaz » Fehling (Obscurity), se joignent à Chris Caffery (Savatage, Trans-Siberian Orchestra) sur l'album. Du 12 au 26 octobre 2013, le groupe effectue sa première tournée européenne dans le cadre du Hell Revisited European Tour 2013. En compagnie des groupes Hell:on et Sinful, Craving parcourt la Pologne, l'Allemagne, la Belgique et la République tchèque.
En avril 2014, le groupe apparait à la télévision publique danoise. Dans le spot publicitaire de 26 secondes de l'entreprise TDC pour le Samsung Galaxy S5, on voit des extraits du clip musical du groupe sur la chanson de reprise Only Teardrops sur un smartphone. Une autre tournée suit en septembre 2014 en Allemagne avec le soutien du groupe de death metal mélodique Nachtschatten. Le 24 décembre 2014, le groupe annonce dans une vidéo qu'il travaillait sur un nouvel album, ainsi qu'une tournée de dix jours au Royaume-Uni, en France et aux Pays-Bas, qui se déroule du 3 au 14 février 2015.
Le 19 février 2016, le groupe a sorti l'EP Wielder of Storms, le clip éponyme de la chanson-titre est publié le même jour. Du 19 au 28 février 2016, le groupe effectue une tournée en Allemagne, aux Pays-Bas, en Belgique, en France et en Suisse en compagnie de Wolves Den. Le 25 novembre, le troisième album du groupe, By the Storm, devait sortir, mais sa sortie est reportée au 16 décembre 2016, la sortie du coffret en édition limitée ayant été retardée jusqu'en février 2017 inclus en raison de problèmes de livraison. L'album est bien, voire très bien accueilli par la presse. Thomas Seitz de The-Pit.de attribue 9 points sur 10 à l'album, écrivant dans sa critique du 29 novembre 2016.

## Discographie
- 2006 : Demo 2006
- 2008 : Revenge EP
- 2012 : Craving (album, Apostasy Records)
- 2013 At Dawn (album, Apostasy Records)
- 2016 : Wielder of Storms EP
- 2016 : By the Storm (album, Apostasy Records)